# Полуведько Кіндрат Микитович
Кіндрат Микитович Полуведько (псевдо.: «Тогобічний»; нар. 10 березня 1895, с. Боблів, Вінниччина — пом. 1942, Харків) — агент НКВД (оперативний псевдонім «Половенко»), причетний до загибелі Євгена Коновальця та Миколи Сціборського, Омеляна Сеника у Житомирі.

## Життєпис
У період 1918 — 1920 років Кіндрат Полуведько був українським есером і входив до кола прихильників УНР, але згодом відійшов від активної політичної діяльності, влаштувавшись на роботу в систему наркомосвіти України. На початку 30-х років українське ДПУ залучило його до негласного співробітництва і розробило для нього легенду, згідно з якою він входив в одну з націоналістичних груп, ліквідованих ДПУ, був засуджений, але зміг утекти з Соловків у Фінляндію. 
Працював від лютого 1934 року 5 років на Заході. У червні 1941 працював в одній зі шкіл Чернігова. Для проведення «роботи» зв'язався з агентом Іваном Кудрею у Києві. 
Під час виконання завдань перебував у Берліні, Гельсінкі, сприяв інфільтрації Павла Судоплатова. Після вбивства, у квітні 1935 року в Буенос-Айресі, керівника осередку ОУН у Фінляндії Василя Баранецького, його місце зайняв Кіндрат Полуведько—«Тогобічний». Друга світова війна застала Полуведька у Львові. За спогадами Олександра Семененка — голови управи Харкова 1942-43 — К. Полуведько прибув до міста з гітлерівцями
У радянські часи у Харкові вийшла брошура П. Карова, В. Степового «У кублі Зрадників» (в-во «Прапор, 1978»), де було описано його «діяльність». В ній був порівняний із Р. Зорґе та Ніколаєм Кузнєцовим.
Був опізнаний чоловіком, який запам'ятав його як «працівника» НКВД, про що повідомив гестапо. За наявними даними, покінчив життя самогубством у в'язниці.